# Jimmy Bennett
James Michael Bennett (Seal Beach, Califórnia, 9 de fevereiro de 1996) é um ator americano.
Jimmy nasceu em Seal Beach e atualmente mora em Huntington Beach com seus pais Paul Richman e Jessica Giovanny. Ele também tem um cão chamado Ozzy. Desde os seis anos de idade, Bennett sempre quis ser ator. Participou do filme de ficção de grande sucesso, Poseidon, onde era filho de uma das protagonistas. Também participou de um filme chamado A Órfã onde era o irmão adotivo de "Esther", escondia revistas pornos no chão da casa da árvore. Foi também protagonista do filme A Pedra Mágica como "Toe Thompson" filho de funcionários da fabrica Black Box. E também participou do filme Refém, como "Tommy Smith". Também teve participação no filme A Volta do Todo Poderoso atuando como filho do Evan Baxter. Bennett era um dos protagonistas do seriado da emissora norte-americana ABC No Ordinary Family, como James "JJ" Powell Jr. Jimmy Bennett fez uma participação especial no filme Star Trek interpretando James Kirk ainda criança. Em 2004 protagonizou o filme The Heart Is Deceitful Above All Things no papel de Jeremiah quando criança.
Em 2011 Jimmy Bennett teve seu primeiro single lançado, chamado "Over Again".

## Filmografia
| Filme      | Filme                                     | Filme                  | Filme                 |
| Ano        | Título original                           | Personagem             | Notas                 |
| ---------- | ----------------------------------------- | ---------------------- | --------------------- |
| 2003       | The Jungle Book 2                         | Hathi Jr.              | Voz (sem créditos)    |
| 2003       | Daddy Day Care                            | The Flash/Tony         |                       |
| 2004       | I Want a Dog for Christmas, Charlie Brown | Rerun Van Pelt         | Voz                   |
| 2004       | The Heart Is Deceitful Above All Things   | Young Jeremiah         |                       |
| 2004       | Winnie the Pooh: Springtime with Roo      | Roo                    | Voz                   |
| 2004       | Anchorman: The Legend of Ron Burgundy     | Tommy                  | (sem créditos)        |
| 2004       | The Polar Express                         | Billy                  | Voz                   |
| 2005       | Hostage                                   | Tommy Smith            |                       |
| 2005       | Pooh's Heffalump Halloween Movie          | Roo                    | Voz                   |
| 2005       | The Amityville Horror                     | Michael Lutz           |                       |
| 2005       | Detective                                 | Ivan Tempone           | TV filme              |
| 2006       | Firewall                                  | Andy Stanfield         |                       |
| 2006       | Poseidon                                  | Conor James            |                       |
| 2006       | Monster Night                             | desconhecido           |                       |
| 2006       | Shark Bait                                | Young Pi               | Voz                   |
| 2006       | He's a Bully, Charlie Brown               | Rerun Van Pelt         | TV filme (voz)        |
| 2007       | Evan Almighty                             | Ryan Baxter            |                       |
| 2008       | South of Pico                             | Mark Weston            |                       |
| 2008       | Diminished Capacity                       | Dillon                 |                       |
| 2008       | Trucker                                   | Peter                  |                       |
| 2008       | Snow Buddies                              | Buddha                 | Voz                   |
| 2009       | Star Trek                                 | Jovem James T. Kirk    | Participação Especial |
| 2009       | Orphan                                    | Daniel Coleman (Danny) |                       |
| 2009       | Shorts                                    | Toby "Toe" Thompson    |                       |
| 2009       | Stolen                                    | John                   |                       |
| 2009       | Alabama Moon                              | Moon Blake             |                       |
| 2010       | Bones                                     | Bones White            |                       |
| 2013       | Movie 43                                  | Nathan                 |                       |
| 2013       | The Tape                                  | Matt                   |                       |
| 2013       | The Return of Captain Kidd                | Cole Willits           |                       |
| Televisão  |                                           |                        |                       |
| Ano        | Título original                           | Personagem             | Notas                 |
| 2002       | Strong Medicine                           | Willy                  | Admissions            |
| 2002       | The Guardian                              | Maddie                 | Monster               |
| 2003       | Judging Amy                               | Cory Sinkler           | Just Say Oops         |
| 2004       | CSI: Crime Scene Investigation            | Henry Turner           | Paper or Plastic?     |
| 2004-2005  | Everwood                                  | Sam Feeney             | 3 episódios           |
| 2007       | Gilmore Girls                             | Macon                  | Santa's Secret Stuff  |
| 2010-2011  | No Ordinary Family                        | JJ Powell              | Elenco principal      |
| Video game |                                           |                        |                       |
| Ano        | Título                                    | Personagem             | Notas                 |
| 2004       | The Polar Express                         | Billy                  | Voz                   |
| 2006       | Kingdom Hearts II                         | Roo                    | Voz                   |
| 2007       | Kingdom Hearts II: Final Mix+             | Roo                    | Voz                   |

## Prêmios e Nomeações
| Prêmio             | Ano  | Categoria                                                             | Resultado | Título            |
| ------------------ | ---- | --------------------------------------------------------------------- | --------- | ----------------- |
| Young Artist Award | 2004 | Best Young Ensemble in a Feature Filme                                | Indicado  | Daddy Day Care    |
| Young Artist Award | 2004 | Best Performance in a Feature Film - Young Actor Age Ten or Younger   | Indicado  | Daddy Day Care    |
| Young Artist Award | 2005 | Outstanding Young Ensemble in a New Medium                            | Venceu    | The Polar Express |
| Young Artist Award | 2007 | melhor performance in a Feature Filme - jovem ator Age Ten or Younger | Indicado  | Firewall          |
| Young Artist Award | 2008 | melhor performance Filme - Supporting Young Actor - Comedy or Musical | Indicado  | Evan Almighty     |
| Young Artist Award | 2010 | Best Performance in a Feature Film - Leading Young Actor              | Indicado  | Alabama Moon      |
| Young Artist Award | 2010 | Best Performance in a Feature Film - Young Ensemble Cast              | Venceu    | Shorts            |

## Prêmios e Indicações
| Prêmios | Prêmios   | Prêmios             | Prêmios               | Prêmios                       |
| Ano \| Resultado \| Premiação \| Categoria \| Título \| \| \| 2004 \| Indicado \| Young Artist Awards \| Melhor Elenco Jovem \| A Creche do Papai \| \| 2004 \| Indicado \| Young Artist Awards \| Melhor Ator Jovem \| A Creche do Papai \| \| 2005 \| Venceu \| Young Artist Awards \| Elenco Jovem Marcante \| O Expresso Polar \| \| 2007 \| Indicado \| Young Artist Awards \| Melhor Ator Jovem \| Firewall - Segurança em Risco \| \| 2008 \| Indicado \| Young Artist Awards \| Melhor Ator Jovem \| A Volta do Todo Poderoso \| \| 2010 \| Indicado \| Young Artist Awards \| Melhor Elenco Jovem \| A Pedra Mágica \| |           |                     |                       |                               |
| --- | --------- | ------------------- | --------------------- | ----------------------------- |
| Resultado | Premiação | Categoria           | Título                |                               |
| 2004 | Indicado  | Young Artist Awards | Melhor Elenco Jovem   | A Creche do Papai             |
| 2004 | Indicado  | Young Artist Awards | Melhor Ator Jovem     | A Creche do Papai             |
| 2005 | Venceu    | Young Artist Awards | Elenco Jovem Marcante | O Expresso Polar              |
| 2007 | Indicado  | Young Artist Awards | Melhor Ator Jovem     | Firewall - Segurança em Risco |
| 2008 | Indicado  | Young Artist Awards | Melhor Ator Jovem     | A Volta do Todo Poderoso      |
| 2010 | Indicado  | Young Artist Awards | Melhor Elenco Jovem   | A Pedra Mágica                |